# اندازه‌های دایره

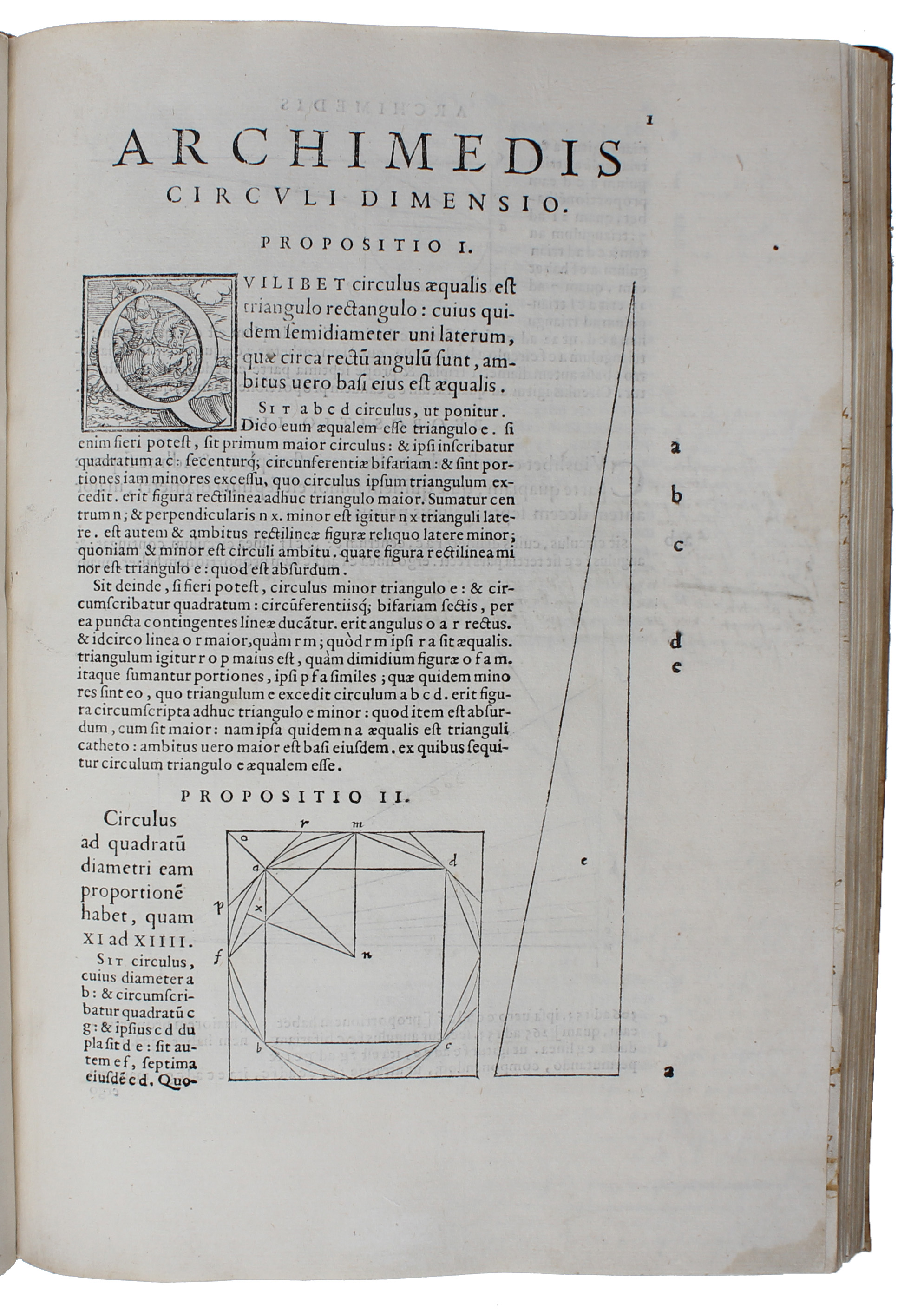
صفحه ای از اندازه گیری دایره ارشمیدس که در سال 1558 توسط پائولوس مانوتیوس در ونیز به زبان لاتین منتشر شد: Opera non nulla Ã Federico Commandino Urbinate. اخیراً به لاتین ترجمه شده و با تفسیرها نشان داده شده است. که نام آنها در صفحه زیر خوانده می شود

اندازه‌های دایره (Κύκλου μέτρησις) رساله‌ای شامل سه گزاره از ارشمیدس است که در حدود ۲۵۰ پ.م. نوشته شده‌است. این رساله بخشی از یک اثر بزرگتر بوده‌است.

## گزاره‌ها

### گزاره اول
مساحت دایره برابر است با حاصلضرب مساحت مربعی که ضلعش برابر شعاع دایره است در نسبت محیط دایره به قطر آن.

### گزاره دوم
نسبت مساحت دایره به مربع شعاع آن همیشه عدد ثابت است بین ۱۱ تا ۱۴ است.

### گزاره سوم
نسبت محیط دایره به قطر آن همیشه عدد ثابت است و عدد پی ({\displaystyle \pi }) را به صورت {\displaystyle {\tfrac {223}{71}}<\pi <{\tfrac {22}{7}}} (یعنی ۳٫۱۴۰۸ <{\displaystyle \pi } <۳٫۱۴۲۹) است.